# 대구지방법원 의성지원
대구지방법원 의성지원(大邱地方法院義城支院)은 대구지방검찰청 의성지청에 대응하여, 대구광역시 군위군, 경상북도 의성군, 청송군 일대의 국가사법업무를 담당하기 위해 설립된 대한민국의 대법원, 대구고등법원, 대구지방법원 소속기관이다. 경상북도 의성군 의성읍 군청길 67에 위치하고 있다.

## 관할 구역
- 재판관할구역: 의성군, 군위군, 청송군
- 등기관할구역: 의성군
- 즉결관할구역: 의성군

## 시·군 법원
- 대구지방법원 의성지원 군위군법원: 대구광역시 군위군 군위읍 도군로 2734
- 대구지방법원 의성지원 청송군법원: 경상북도 청송군 청송읍 중앙로 319

## 역대 지원장
| 순번 | 이름   |
| ---- | ------ |
| 1대  | 이두일 |
| 2대  | 김순택 |
| 3대  | 김규장 |
| 4대  | 박양진 |
| 5대  | 윤재창 |
| 6대  | 김병두 |
| 7대  | 이동수 |
| 8대  | 임병옥 |
| 9대  | 한병채 |
| 10대 | 박준용 |
| 11대 | 김완기 |
| 12대 | 김태준 |
| 13대 | 강봉수 |
| 14대 | 박종욱 |
| 15대 | 여춘동 |
| 16대 | 최명효 |
| 17대 | 백수일 |
| 18대 | 배종수 |
| 19대 | 박태호 |
| 20대 | 장윤기 |
| 21대 | 가창기 |
| 22대 | 황영목 |
| 23대 | 정재훈 |
| 24대 | 김하은 |
| 25대 | 김광준 |
| 26대 | 김중수 |
| 27대 | 김창종 |
| 28대 | 정길용 |
| 29대 | 조창학 |
| 30대 | 신태길 |
| 31대 | 정용달 |
| 32대 | 박승렬 |
| 33대 | 이동원 |
| 34대 | 황영수 |
| 35대 | 김각연 |
| 36대 | 한재봉 |
| 37대 | 김경대 |
| 38대 | 김형태 |

## 조직

### 재판부
- 민사(신청)합의부
- 형사합의부
- 가사(신청)합의부
- 민사(신청)단독
- 형사단독
- 가사(신청)단독

### 사무부
- 사무과장
- 서무계
- 부속실

## 같이 보기
- 대법원
- 대구지방법원